# Escritura Shümom
La escritura shü-mom (también llamada escritura bamum o escritura de Njoya) es una forma autóctona africana de escritura para el idioma bamum del antiguo Reino bamum (en la actual Región Occidental de Camerún).

## Características

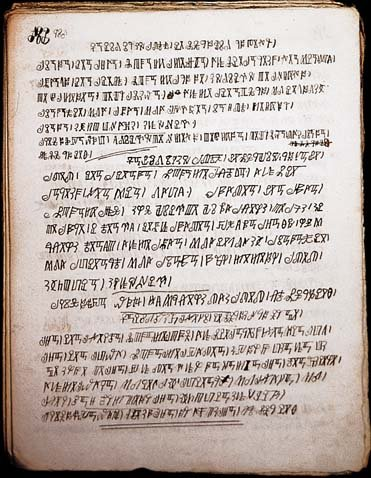
Texto en "aka u ku", Shümom 6ª Sistema, 1910

En las cercanías de 1896 se desarrolló la primera escritura bamum de la mano de Njoya Ibrahima, que evolucionaría hasta 1918 a través de siete sistemas. La palabra "shümom" o "shumom", derivada de "shüpamom" que es uno de los nombres nativos del bamum. Según el relato-leyenda, inspirado por un sueño el rey Njoya Ibrahima le pidió a su pueblo que dibujara diferentes objetos y les pusiera nombre. A partir de ahí inventó una escritura picto-ideográfica, usando un símbolo para cada palabra. Desde esta primera configuración, durante la vida del rey Njoya, esta escritura ideográmica progresó hasta convertirse en un sistema de escritura fonética. Njoya usó el método jeroglífico, tipo rebus, que consiste en utilizar el dibujo de una palabra por otra que suena igual. Esto condujo al uso de símbolos para la representación de sonidos así como para el significado mismo del dibujo.
Inspirados en esta escritura, algunos pueblos vecinos, hablantes del idioma mengaka, desarrollaron a principios del siglo XX la escritura bagam, de la que actualmente no queda resto alguno, excepto un texto en la Universidad de Cambridge.

## Sistemas de la escritura Shümom

### Sistemalewa
Durante su vida Njoya inventó siete sistemas de escritura; los cinco primeros eran pictográficos e ideográficos. El primer sistema llamado "lewa" (libro), fue inventado hacia 1896-7. Constaba de 465, y según otras fuentes 511, signos y los 10 numerales. La dirección de la escritura era, o bien de arriba hacia abajo u horizontal de izquierda a derecha o de abajo hacia arriba; solamente la dirección de derecha a izquierda fue evitada, porque sus vecinos haussa escribían en esa dirección y no había que dar lugar a que alguien pensara que habían copiado de ellos el sistema.

### Sistemambima
El segundo sistema llamado "mbima" (mezclado), fue desarrollado hacia 1899-1900. Tenía 427 signos y 10 numerales. Era una simplificación del primero; Njoya omitió 72 signos pero añadió 45 nuevos. Este sistema era todavía muy pictográfico.

### Sistemanyi nyi nfa'
El tercer sistema llamado "nyi nyi nfa'" (los nombres de los tres primeros signos), lo inventó hacia 1902. Este sistema era una simplificación añadida del anterior. Njoya omitió 56 signos, dejando 371 y 10 numerales. Con este sistema escribió su "Historia de los Bamún" y lo usó en la correspondencia con su madre.

### Sistemarii nyi nfa mfw'
El cuarto sistema llamado "rii nyi nfa mfw'" (los nombres de los cuatro primeros signos), lo inventó hacia 1907-8. Tenía 285 signos y 10 numerales, siendo una simplificación del anterior.

### Sistemarii nyi mfw' men
El quinto sistema llamado "rii nyi mfw' men", también lo desarrolló hacia 1907-8; tenía 195 signos y 10 numerales. En este sistema se hizo una traducción de la Biblia. Estos cinco sistemas estaban relacionados íntimamente: todos eran pictográficos y simplificaciones progresivas del anterior.

### Sistemaa ka u ku
Fue el sexto sistema el que significó un paso adelante. Fue llamado "a ka u ku" (nombre de los cuatro primeros signos), y fue inventado hacia 1910. Era monosilábico y fonético; tenía 82 signos y 10 numerales. Era un sistema mixto, alfabético y silábico, y con él Njoya logró expresar 160 fonemas. En esta escritura se escribió el "Código del Matrimonio", los registros de nacimientos, muertes y matrimonios y los juicios.

### Sistemamfemfe
En 1918, configura el séptimo sistema, llamado "mfemfe" (nuevo) o "a ka ku u ku mfemfe" (nuevo o pequeño a ka u ku). Solamente tenía 72 caracteres y los 10 numerales.

## Abandono del sistema de escritura shümom

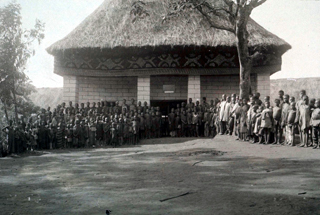
Una de las escuelas creadas por el rey Njoya, hacia 1910.

Hacia 1913 Njoya finalizó la construcción, iniciada hacia 1906, de una imprenta para esta escritura, pero la administración francesa la destruyó posteriormente. A pesar de ello, en 1916 había más de una veintena de escuelas enseñando el sistema shümom, repartidas por todo el territorio bamum, que agrupaban a más de 600 alumnos. Njoya se vio obligado a exiliarse en Yaundé en 1931, donde murió en 1933, a los 66 años de edad. Después de su muerte, el silabario fue cayendo gradualmente en desuso.
Actualmente existen varias iniciativas para recuperar el legado bibliográfico de más de 7000 textos en shümom, como el Bamum Scripts and Archives Preservation Project (B.S.A.P.P.), dirigido por Konrad Tutscherer.
En 2006, el B.S.A.P.P. inició el desarrollo de fuentes tipográficas informáticas para esta escritura, usando como referencia principal el sistema A-ka-u-ku, que fue el más empleado y en el que más textos se publicaron. En particular, para su elaboración se examinaron los documentos de Njoya y sus colaboradores, Nji Mama y Njoya Ibrahimou.